# Parafia św. Erazma w Barwałdzie Dolnym
Parafia Świętego Erazma w Barwałdzie Dolnym – parafia rzymskokatolicka w Barwałdzie Dolnym należąca do dekanatu Wadowice-Południe archidiecezji krakowskiej. 
Od 2010 roku proboszczem jest ks. kan. Wiesław Widuch.
W latach 1834–1847 proboszczem parafii był Andrzej (Jędrzej) Grywalski (ur. 1802 w Krościenisku nad Dunajcem, zm. 1 maja 1847 w Barwałdzie Dolnym), któremu parafia zawdzięczała ożywienie życia religijnego. Prowadził „Książkę Członków Towarzystwa Mierności”, w której zachęcał do abstynencji alkoholowej. Sporządził indeksy ksiąg urodzeń, ślubów i zgonów z lat 1784-1847; spisał także krótkie dzieje kościoła. Za jego służby rozpoczęto chowanie zmarłych w nowym miejscu, na cmentarzu parafialnym, oddalonym od kościoła o ok. 250 metrów.  Na nim też został pochowany po śmierci, a jego zachowany pomnik jest dziś najstarszym zachowanym grobem na tej nekropolii.